# 哈薩克斯坦伊斯蘭教
伊斯蘭教是哈薩克斯坦最大的宗教，根據人口普查70%是穆斯林，多数屬遜尼哈乃斐派。哈薩克斯坦也是世界最北的穆斯林國家，哈薩克的穆斯林不仅是哈薩克族，還有烏兹别克族、維吾爾族、東干族、車臣人、巴什基爾人、巴爾卡爾人、韃靼人。

## 歷史
伊斯蘭教在公元8世紀阿拉伯人進入中亞時被帶到哈薩克，部分突厥人接受伊斯蘭教但是没太大影嚮。九世紀時薩曼王朝發兵塔拉斯將景教教堂改成清真寺，由於熱心的傳教工作，相當數量葛邏祿人接受了。在十四世纪後期金帐汗國烏兹别克汗將伊斯蘭教定為國教，古老哈萨克部落们自此伊斯兰化。
在蘇聯時代，穆斯林機構只存活哈薩克顯著多於非穆斯林地區，伊斯兰教活动被苏联当局禁止，清真寺也被关闭，直到哈萨克斯坦建立。
自獨立以來，宗教活動顯著增加。在20世紀90年代主要建設的清真寺和宗教學校加速，土耳其，埃及，沙特阿拉伯從經濟上的幫助。在1991年的170座清真寺，其中一半以上的新建。當時估計有230穆斯林社區是活躍在哈薩克斯坦。

## 伊斯蘭教和國家
納扎爾巴耶夫，後來哈薩克斯坦共產黨第一書記於1990年創建了一個哈薩克族穆斯林單獨的穆夫提，或宗教權威，
望向附近伊朗和阿富汗的伊斯蘭政府，1993年的“憲法”禁止成立宗教政黨。1995年憲法禁止成立尋求種族，政治或宗教不和諧的組織，政府嚴格控制外國宗教組織。1995年憲法規定，哈薩克斯坦是一個世俗國家。因此，哈薩克斯坦是唯一其憲法不給予伊斯蘭教特殊地位的中亞國家。
納扎爾巴耶夫政府的外交政策，盡可能考慮國內這一立場。意識到從中東穆斯林國家的投資潛力，納扎爾巴耶夫訪問了伊朗，土耳其，沙特阿拉伯，在同一時間，他寧願哈薩克斯坦作為東方穆斯林和西方基督教之間的橋樑。例如，他在最初接受只有觀察員地位的經濟合作組織（經合組織），所有的成員國都以穆斯林為主。總統的首次訪問行程還包括參觀穆斯林聖城麥加。